# Arílson
Arílson Gilberto da Costa (Bento Gonçalves, 11 de junho de 1973) é um treinador e ex-futebolista brasileiro que atuava como meio-campista. Atualmente está sem clube. Seu último trabalho foi no Brasil de Farroupilha.

## Carreira como jogador

### Início no Grêmio
Principal destaque das categorias de base do Esportivo, foi promovido ao elenco principal em 1990. Em 1993 foi contratado pelo Grêmio, onde fez sucesso no time juvenil. Em 1994, com a grave crise financeira do clube, o então técnico Luiz Felipe Scolari foi convidado a assistir uma partida dos juniores contra o Londrina, e dessa equipe que entraria em campo, deveria promover alguns garotos para a equipe profissional. O Grêmio venceu a partida, e Felipão levou além de Arílson, o volante Emerson, o meia Carlos Miguel e o lateral-esquerdo Roger, que seriam fundamentais para o futuro sucesso da equipe. No mesmo ano, fez parte do elenco campeão da Copa do Brasil. No ano seguinte se destacou na campanha do bicampeonato da Libertadores. Devido ao sucesso na competição continental, foi vendido para o futebol europeu, onde defenderia o Kaiserslautern, da Alemanha.

### Kaiserslautern
Arílson foi contratado pelo Kaiserslautern logo após o término da Copa Libertadores da América. Logo na chegada, arrumou confusão no novo clube. Não se adaptou ao clima gelado do país, disputando apenas dez partidas pelo clube da Renânia. Brigou com o líder da equipe, o experiente lateral-esquerdo Andreas Brehme, capitão do time desde 1993. Por causa deste conflito, acabou deixando o clube no final da temporada e voltou para Porto Alegre.

### Problemas na Seleção
Em 1996, Arílson fugiu da concentração da Seleção Brasileira que iria disputar um Torneio Pré-Olímpico e decidiu voltar para a Alemanha. Devido ao feito, o jogador arrumou uma rixa com o então treinador da Seleção, Zagallo, que afirmou que jamais o convocaria novamente.

### Internacional
Mesmo sendo gremista assumido, Arílson aceitou defender o Internacional, e assinou com o Colorado em 1996. Estreou no dia 14 de agosto de 1996, em uma partida contra o Palmeiras, e ajudou a equipe a conquistar o empate fora de casa. Mesmo com a contribuição de Arílson, a equipe fez fraca campanha no Campeonato Brasileiro, decepcionado a torcida, sem conseguir ficar entre os oito primeiros, assim perdendo a vaga no mata-mata. Mantido como a estrela do elenco para a temporada de 1997, foi peça essencial na conquista do Campeonato Gaúcho no início do ano. Com gol de Fabiano, o Colorado conquistou o título que não vencia desde 1994. No segundo semestre, ajudou a equipe, que fez boa campanha no Campeonato Brasileiro, chegando ao 3º lugar.

### Palmeiras
Após a boa campanha no Campeonato Brasileiro, eram muitas as especulações sobre a saída de Arílson, primeiramente o Internacional pretendia vende-lo ao futebol europeu. O Paris Saint-Germain surgia como o principal interessado. Porém devido as lesões na fase final do Campeonato, as negociações com o time de Raí esfriaram, e Arílson acabou no Palmeiras. Fez parte da badalada equipe que contava com Marcos, Francisco Arce, Alex, Paulo Nunes, entre outras estrelas. Conquistou a Copa do Brasil e a Copa Mercosul na sua passagem pela equipe paulista. Em 1999, acertou seu retorno ao Grêmio.

### Fracasso no retorno aoTricolor
Foi bem recebido pela torcida gremista, mesmo com a boa passagem pelo rival. Porém não respondeu como esperado. No primeiro semestre, com show da revelação do clube, o craque Ronaldinho Gaúcho, o Tricolor Gaúcho levantou as taças do Campeonato Gaúcho e da Copa Sul. Porém no segundo semestre, o time foi mal no Campeonato Brasileiro, lutando contra o rebaixamento e protagonizando vexames, como a goleada sofrida por 6–0 para o Palmeiras, além de perder de 4–0 do Coritiba e do São Paulo. No final do ano, sem espaço no clube após a chegada da empresa suíça ISL, que trouxe reforços sonoantes como Zinho e Leonardo Astrada, Arílson foi negociado com o futebol espanhol.

### Valladolid e América Mineiro
No Valladolid, mais uma vez não obteve o sucesso esperado, mostrando mais uma vez que não era o mesmo de antes. Com problemas sérios com o alcoolismo, ficou grande parte da temporada no banco de reservas, e pediu para voltar ao Brasil. Foi repassado ao América Mineiro, onde reencontrou o bom futebol. Conquistou a Copa Sul-Minas em cima do Cruzeiro, em pleno Mineirão, e ajudou a equipe mineira a se manter na elite do futebol brasileiro. Após o fim do seu contrato, aceitou o desafio de jogar pelo Universidad de Chile.

### Universidad de Chile
Em 2001, quando atuava pelo Universidad de Chile, Arílson foi preso por estar dirigindo embriagado pelas ruas de Santiago. Sem jogar normalmente, acabou dispensado no final do ano.

### Retorno ao Brasil
Após deixar o Universidad de Chile, Arílson preferiu voltar ao Brasil e tentar recomeçar sua carreira. Aceitou a proposta do 15 de Novembro, de Campo Bom, para a disputa do Campeonato Gaúcho de 2002. A equipe foi muito bem, chegando às finais, onde perderia para o Internacional. Após o termino do estadual, Arílson acertou com a Portuguesa para a disputa do Brasileirão. No entanto, não foi bem no clube paulista e acabou dispensado. Depois acertou com o Avaí, onde ficou até o final do Campeonato Catarinense de 2003.

### Oriente Médio e Colômbia
Após deixar Florianópolis, acertou com o Al-Ettifaq, da Arábia Saudita. Jogou a temporada de 2003 e foi dispensado por insuficiência técnica. Com sérios problemas, incluindo vícios e falta de dinheiro, aceitou a proposta do Santá Fé, da Colômbia, com grande expectativa por parte do clube. "Ele tem uma carreira muito interessante, porque é um jogador que internacionalmente tem muita trajetória, de grandes condições técnicas, e que além disso conquistou títulos. Tomara que tudo isso também seja uma contribuição para o Santa Fé", afirmou Germán González, auxiliar técnico da equipe. Porém, mais uma vez decepcionou.

### Rebaixamento no retorno ao Grêmio
Em meados de 2004, Arílson recebeu a ultima grande chance da sua carreira: jogar novamente no seu clube do coração. No dia 17 de agosto, foi anunciado como novo jogador do Grêmio. "É uma grande chance estou recebendo. Vou fazer de tudo para aproveitá-la" disse o craque. No entanto, com a pior campanha da história do Campeonato Brasileiro dos pontos corridos, o Grêmio foi rebaixado e o ciclo de Arílson nos grandes gramados do futebol brasileiro, enfim terminava.

### Últimos anos
Após a saída do Grêmio, os problemas financeiros aumentaram, e Arílson rodou por clubes menores. Disputou o Gauchão de 2005 pelo Farroupilha, depois esteve no Nordeste jogando pelo América-RN. Retornou ao Rio Grande do Sul em 2007, sendo contratado pelo Glória de Vacaria. Ainda passou por Santa Catarina, jogando por Imbituba e Tubarão. Depois defendeu São Luiz, Itinga do Maranhão e 14 de Julho.

### Imbituba
Em 2011, retornou ao futebol profissional para defender o Imbituba, que havia subido para a primeira divisão do Campeonato Catarinense. Após o término do Campeonato, Arílson aceitou trabalhar como técnico nas categorias de base do clube.

### Showbol
Atualmente, participa de partidas do Campeonato Brasileiro de Showbol pela equipe do Grêmio, juntamente com os ex-companheiros do futebol Carlos Miguel e Alexandre Gaúcho.

## Títulos

### Como jogador
Grêmio
- Copa do Brasil: 1994
- Campeonato Gaúcho: 1995 e 1999
- Copa Libertadores da América: 1995
- Copa Sul: 1999

Kaiserslautern
- Copa da Alemanha: 1995–96

Internacional
- Campeonato Gaúcho: 1997

Palmeiras
- Copa do Brasil: 1998
- Copa Mercosul: 1998

América Mineiro
- Copa Sul-Minas: 2000

15 de Novembro
- Campeonato Gaúcho: 2002 (Interior)

### Como treinador
Seleção do Rio Grande do Sul
- Copa de Seleções Estaduais Sub-20 de 2017[10]